# TopS Business Integrator
TopS Búsiness Integrátor (TopS BI) — российская ИТ-компания. Присутствует на российском ИТ-рынке с 1991 г. и является одним из лидеров ИТ-рынка страны. Название «TopS Business Integrator» имеет с 2001-го года (до 2001 г. — TopS, TopS Systems Integrator). Деятельность компании направлена на повышение эффективности бизнеса предприятий средствами информационных технологий. Входит в Группу компаний «Систематика». Штаб-квартира в Москве.
С 2013 года компании TopS BI и «АНД Проджект» были объединены, тем самым была произведена консолидация консалтинговых брендов. Новый бренд TOPS Consulting объединил в себе ведущие практики «Группы компаний Систематика» по консалтингу, разработке и внедрению ИТ-бизнес-решений для работы с крупным и средним бизнесом из таких отраслей, как банки, страхование, энергетика, промышленные холдинги, дистрибуция, ретейл и других.
Выручка компании TopS Business Integrator по годам: 2005 г. — 53 млн долл.; 2006 г. — 71 млн долл.; 2007 г. — 105 млн долл., 2008 - 125 млн. долл., 2009 - 71 млн. долл.

## Области деятельности
Компетенция компании TopS BI включает решения в следующих областях: планирование и совершенствование деятельности предприятия, в том числе управление финансами, логистика (управление цепочкой поставок, снабжением, сбытом, складом), управление производством, управление персоналом, обслуживание и ремонт производственных мощностей, управление отношениями с клиентами, управление проектными работами; а также управление ИТ, системная интеграция, технологии в энергетике.

## Крупные клиенты
Аэрофлот, ФСК ЕЭС, Мосэнергосбыт, АВТОВАЗ, КнААПО, Балтийский завод, Внешэкономбанк, АО «АЛРОСА», Группа СУАЛ, Группа ЧТПЗ, «Росгосстрах», «РОСНО», «РЕСО-Гарантия», СГ «АльфаСтрахование», Телекомпания НТВ, Нижфарм,